# Joe Carstairs
Marion Barbara Joe Carstairs (5 de febrero de 1900 - 18 de diciembre de 1993) fue una acaudalada corredora de lanchas motoras británica conocida por su afición a la velocidad y su estilo de vida excéntrico.

## Biografía
Carstairs nació en 1900 en Mayfair, Londres, hija de Frances (Fannie) Evelyn Bostwick, una rica heredera estadounidense que fue la segunda hija de Jabez Bostwick y de su esposa Helen. El padre legal de Joe Carstairs era el capitán del ejército escocés Albert Carstairs, primero perteneciente a los Royal Irish Rifles y luego al Princess of Wales's Own. El capitán Carstairs se volvió a alistar con el Ejército la semana antes de que naciera Joe, y la pareja se divorció poco después. Al menos un biógrafo ha sugerido que el Capitán pudo no haber sido el padre biológico de Joe.
La madre de Carstairs, alcohólica y drogadicta, más tarde se casó con el Capitán Francis Francis, con quien tuvo dos hijos más, Evelyn (Sally) Francis y Francis Francis Jr. (Frank). Se divorció del capitán Francis para casarse con el conde francés Roger de Périgny en 1915, pero finalmente lo abandonó debido a su infidelidad. Su cuarto y último marido, con quien se casó en 1920, fue Serge Vóronov, un cirujano ruso-francés que se hizo famoso en las décadas de 1920 y 1930 por su práctica de trasplante de tejido testicular de mono a humanos masculinos con el propósito de obtener un rejuvenecimiento. Durante algunos años, Evelyn había creído en las teorías de Vóronov, y financió su investigación y actuó como su asistente de laboratorio en el Collège de France de París. Evelyn murió en marzo de 1921.
Joe Carstairs se casó con un amigo de la infancia, el aristócrata francés Conde Jacques de Pret, el 7 de enero de 1918 en París. El propósito del matrimonio era simplemente permitir que Carstairs accediera a su fondo fiduciario independientemente de su madre. El matrimonio fue declarado nulo inmediatamente después de la muerte de su madre, alegando motivos de no consumación. Renunció a su nombre de casada y reanudó el uso de Carstairs en febrero de 1922.
Carstairs vivió una vida abiertamente lesbiana. Usualmente se vestía como un hombre, tenía los brazos tatuados y amaba las máquinas, la aventura y la velocidad. Tuvo numerosas relaciones con mujeres, incluyendo a Dolly Wilde, sobrina de Oscar Wilde,  una compañera conductora de ambulancia, con quien había vivido en París; y varias actrices, Greta Garbo, Tallulah Bankhead y Marlene Dietrich, entre otras.
Durante la Primera Guerra Mundial, Carstairs sirvió en Francia con la Cruz Roja estadounidense, manejando ambulancias. Después de la guerra, sirvió con el Royal Army Service Corps en Francia, volviendo a enterrar a los muertos en la guerra, y en Dublín con la Sección de Transporte Mecánico de la Legión Femenina, que actuó como transporte para los oficiales británicos durante la guerra de Independencia irlandesa. En 1920, con tres excolegas de la Sección de Transporte Mecánico de la Legión Femenina, inició el 'X Garage', un servicio de alquiler de automóviles y chófer que contaba con personal de conductores y mecánicos integrado solo por mujeres. Carstairs (y sus amigas y amantes) vivían en un piso situado encima del garaje, que estaba ubicado cerca de Cromwell Gardens, en el moderno distrito londinense de South Kensington.
Varios miembros del personal del X-Garage habían servido como conductores durante la guerra y hablaban francés, alemán o italiano. Los autos y conductoras podían ser contratados para viajes de larga distancia y el negocio se especializó en llevar a familiares a visitas a tumbas de guerra y a antiguos campos de batalla en Francia y Bélgica. También fueron contratados para viajes dentro de Londres y el garaje tenía un acuerdo con el Hotel Savoy para transportar a los invitados al teatro o espectáculos. A principios de la década de 1920, los automóviles del X-Garage eran una imagen familiar en los círculos de moda de Londres.
En 1925, el X-Garage se cerró y Carstairs heredó una fortuna a través de su madre y de su abuela en acciones de la Standard Oil. También compró su primera lancha motora. Una novia, Ruth Baldwin, le regaló una muñeca Steiff, a la que llamó "Tod Tod Wadley". Se encariñó excepcionalmente de esta muñeca, manteniéndola con ella hasta su muerte, aunque, a diferencia de Donald Campbell, cuya mascota se llamaba Mr Whoppit, no la llevó a sus lanchas rápidas por temor a perderla. Tenía ropa hecha para ella en Saville Row y el nombre de la muñeca figuraba rotulado junto al suyo en la placa de la puerta de su apartamento de Londres.
Entre 1925 y 1930, Carstairs pasó un tiempo considerable en botes a motor y se convirtió en una piloto muy exitosa, aunque el Harmsworth Trophy que ella anhelaba siempre se le escapaba. Conquistó el trofeo del duque de York y se estableció como la mujer más rápida en el agua. Intrigada por los diseños de hidroala de Alexander Graham Bell y Casey Baldwin en Nueva Escocia, Carstairs encargó un hidroala de 30 pies a la Bell Boatyard de Baddeck, Nueva Escocia, que tenía la intención de alcanzar 115 mph para ganar la Copa Harmsworth. Sin embargo, las circunstancias hicieron que se retirara y el barco se completó con un motor más económico que ofrecía solo 57 mph. Durante este tiempo, la prensa norteamericana comenzó a referirse erróneamente a ella como "Betty", un apodo que odiaba. Estaba convencida de que los periodistas lo usaban por despecho.
Carstairs también era conocida por su generosidad con sus amigos. Conocía a varios pilotos de carreras masculinos y competidores de récord de velocidad terrestre, utilizando su considerable riqueza para ayudarlos. Pagó 10.000 dólares de su dinero para financiar la construcción de uno de los Blue Bird de Sir Malcolm Campbell para batir el récord de velocidad en tierra, quien una vez la describió como "el mejor deportista que conozco". Fue igualmente generosa con John Cobb, cuyo Railton Special fue impulsado por la pareja de motores Napier Lion de su lancha "Estelle V".
Mientras tanto, Carstairs invirtió 40.000 dólares en la compra de la isla de Cayo Ballena en Bahamas, donde alojó a huéspedes como Marlene Dietrich y el Duque y la Duquesa de Windsor. No solo construyó una gran casa para ella y sus invitados, sino también un faro, una escuela, una iglesia y una fábrica de conservas. Más tarde expandió estas propiedades al comprar también las islas de Cayo Pájaro, Cayo Gato, Cayo del Diablo, la mitad de las islas de Cayo Hoffman y una extensión de terreno en Andros.
Después de vender Cayo Ballena en 1975, Carstairs se mudó a Miami.
Carstairs murió en Naples, Florida, en 1993 a la edad de 93 años. Su muñeco, Lord Tod Wadley fue incinerado con ella. Sus cenizas y las de Ruth Baldwin fueron enterradas junto al mar cerca de la iglesia Old Whaler's, en Nueva York.